# 이양 파로드
이양 파로드(중국어 정체자: 夷將·拔路兒, 아미어: Icyang Parod, 1960년 12월 2일 ~ )는 타이완의 정치인, 원주민족위원회 위원장, 총통부 역사 정의 및 원주민 변혁적 정의 위원회 사무총장, 신베이시의원이다.